# Robert Gavron, Baron Gavron
Robert Gavron, Baron Gavron, CBE (* 13. September 1930 in London; † 7. Februar 2015 ebenda) war ein britischer Rechtsanwalt, Politiker, Millionär und Philanthrop.

## Werdegang
Bob Gavron war der Sohn von Leah und Nathan Gavron. Er besuchte die Leighton Park School in Reading und das St Peter’s College in Oxford. Anschließend wurde er Rechtsanwalt (Barrister) und wurde 1955 bei der Londoner Anwaltskammer Middle Temple zugelassen. Im selben Jahr heiratete er seine erste Frau Hannah Fyvel († 1965).
1964 gründete er die St Ives Group und war von 1964 bis 1993 deren Vorsitzender. Von 1975 bis 1987 war er Direktor von Octopus Publishing plc. und von 1981 bis 1992 von Electra Management plc.; ab 1983 war er Inhaber (Proprietor) von The Carcanet Press Ltd. und ab 1982 Vorsitzender der Folio Society. In den Jahren 1996 bis 1998 leitete er die National Gallery Co Ltd (anfangs unter dem Namen National Gallery Publications Ltd) und von 1997 bis 2000 die Guardian Media Group plc.
Gavron war von 1991 bis 1996 Vorsitzender des Open College of the Arts und von 1992 bis 1998 einer der Direktoren des Royal Opera House. Von 1994 bis 2001 war er Treuhänder (Trustee) der National Gallery, von 1997 bis 2000 Treuhänder (Trustee) des Scott Trust und von 1987 bis 2005 Treuhänder der Paul Hamlyn Foundation. Er war ab 1997 Governor der London School of Economics und war Vorsitzender seines eigenen gemeinnützigen Trusts. Er wurde 1996 zum Honorary Fellow der Royal Society of Literature gewählt.
Gavron war, gemeinsam mit seiner zweiten Ehefrau, Nicky Gavron (geb. Nicolette Coates),  in der Labour Party aktiv. Nicky Gavron war für viele Jahre Gemeinderätin (Local Authority Councillor) und wurde danach in die London Assembly gewählt. Sie war von 2004 bis 2008 Deputy Mayor of London. Die Ehe wurde 1987 geschieden. In dritter Ehe heiratete er 1989 Katharine Gardiner (geb. Macnair).
Bob Gavron hat den Labour Leader's Office Fund finanziell unterstützt, der von Lord Levy gemanagt wurde, um Tony Blairs Privatbüro vor den Britischen Unterhauswahlen 1997 zu unterstützen. Am 6. August 1999 wurde er als Baron Gavron of Highgate in the Borough of Camden zum Life Peer ernannt. Seine Tochter ist die Filmregisseurin Sarah Gavron, der Schauspieler Rafi Gavron ist einer seiner Enkel.